# Острів Майко
Острів Майко (яп. 舞子島) — острів у центрі Японії,  адміністративно є частиною міста Анан префектури Токусіма. Ненаселений.
1922 року на острові було знайдено кам'яні кургани.
Площа — 300 метрів.